# 테흐놀로기체스키 인스티투트역
테흐놀로기체스키 인스티투트 역(러시아어: Технологический институт)은 러시아 상트페테르부르크 시에 있는 상트페테르부르크 지하철 키롭스코 비보륵스카야 선과 모스콥스코 페트로그라츠카야 선의 역으로 평면 환승의 구조이다. 키롭스코 비보륵스카야 선(1호선)은 남쪽 플랫폼을 모스콥스코 페트로그라츠카야 선(2호선)은 북쪽 플랫폼을 사용한다.
역명은 인근에 위치한 상트페테르부르크 공과대학교에서 유래되었다.

## 역사
1955년 11월 15일, 압토보 ~ 플로샤디 보스스타니야 구간에 상트페테르부르크의 1단계 구간의 일부로서 개통하였다. 건축가들은 A. M. 소콜로프와 A. K. 안드레예프였다. 역의 기본 테마는 러시아와 소련 과학의 업적이다. 지하 홀을 장식하는 기본 재료는 우랄 대리석이다. 기둥에는 소련 유명 과학자들의 초상화가 그려진 24개의 기본 구조물이 있고 플랫폼의 벽면에는 장식용 그릴로 꾸며져 있다.
딥 컬럼의 역은 키롭스코 비보륵스카야 선의 보통역으로서 몇 년 동안 존재하였으며, 열차는 양방향으로 운행한다. 이후, 1961년 4월 29일 상트페테르부르크 지하철 2호선의 일부로서 모스콥스코 페트로그라츠카야 선이 개통하였다. 이 시설은 1963년 11월 1일 본격 가동된 소련 최초의 평면 환승 구조가 되었다.
2번 홀은 1번 홀과 대조적으로 니키타 흐루쇼프의 총경제계획이 요구하는 기능적인 스타일로 지어졌다. 건축가 A. I. 프리불스키, A. Ya. 맥케르트, 그리고 V. V. 갠케비치는 대리석 기둥에 장식문자를 붙인 흰 벽체를 설계하여, 시간이 지남에 따라 지속적으로 추가되는 소련의 과학과 기술의 성과를 연대화시켰다.
당초 2번 홀은 지상으로 나가는 출구가 없었고 중앙 통로로 1번 홀과 연결되어 있었는데, 이 공사 과정에서 프리드리히 엥겔스와 이오시프 스탈린의 기저구조가 제거되었다.
양쪽 홀의 출구는 각각 세 개의 에스컬레이터가 있는 북쪽 끝에 위치한다.

## 구조
역사 입구는 금속판으로 덮인 원형 모양의 고층 돔 구조이다. 벽에 있는 아치 구조들 중 하나는 계단 위에 있는 스탈린의 그림으로 완성되어 있다. 돔의 현관에는 이 프로젝트에 대한 표지판 문구가 존재하였다.
"스탈린에게 감사합니다."

## 사고
2017년 4월 3일, 모스콥스코 페트로그라츠카야 선의 이 역과 센나야 플로샤디 역 사이에서 자살 폭탄 테러가 발생해 최소 14명이 숨지고 수십 명이 다쳤다.

## 같이 보기
- 2017년 상트페테르부르크 지하철 폭탄 테러